# Quake-Catcher Network
Quake-Catcher Network (kurz: QCN) war ein Projekt für verteiltes Rechnen (distributed computing) der Stanford University mit dem Ziel, Erdbeben mittels weltweiter Verteilung seismischer Sensoren zu registrieren. Dazu werden die Erschütterungssensoren in Notebooks oder per USB an PCs angeschlossene Sensoren benutzt. Um zu unterscheiden, ob es sich tatsächlich um ein Erdbeben oder nur um eine lokale Erschütterung handelt (beispielsweise weil man das Notebook bewegt hat), sollten möglichst viele Sensoren in der Nähe sein.
Es wurde von den "Incorporated Research Institutions for Seismology (IRIS)", dem "Southern California Earthquake Center (SCEC)" und zur Ausbildung als "ShakeAlert Program United States Geological Survey" betrieben.
Als Plattform kam die Berkeley Open Infrastructure for Network Computing zum Einsatz. Im Projektmenü wurde QCN nicht angeboten, der Eintrag musste manuell erfolgen. Die Anwendung, die zum Registrieren dient, lief unter Microsoft Windows (32-Bit ab 98 und 64-Bit), Linux (32-Bit) und Mac OS X (PowerPC ab 10.3, Intel ab 10.4 und Intel 64-Bit ab 10.5). Bei der Verwendung von Notebooks war darauf zu achten, dass diese einen eingebauten Erschütterungssensor haben. Zu den Notebooks, die über einen solchen Sensor verfügen, zählten zum Beispiel Apple MacBooks ab 2005, ThinkPads ab 2003.
Hewlett-Packard- und Acer-Notebooks ab 2007 wurden vom Projekt nicht unterstützt, obwohl Sensoren vorhanden sind.
Verfügte ein Notebook nicht über einen eingebauten Sensor, konnte man wie bei einem PC einen externen Sensor anschließen.